# Ladd (Illinois)
Ladd es una villa ubicada en el condado de Bureau en el estado estadounidense de Illinois. En el Censo de 2010 tenía una población de 1295 habitantes y una densidad poblacional de 421,94 personas por km².

## Geografía
Ladd se encuentra ubicada en las coordenadas 41°22′54″N 89°12′52″O / 41.38167, -89.21444. Según la Oficina del Censo de los Estados Unidos, Ladd tiene una superficie total de 3.07 km², de la cual 3.07 km² corresponden a tierra firme y (0%) 0 km² es agua.

## Demografía
Según el censo de 2010, había 1295 personas residiendo en Ladd. La densidad de población era de 421,94 hab./km². De los 1295 habitantes, Ladd estaba compuesto por el 95.37% blancos, el 0.77% eran afroamericanos, el 0.39% eran amerindios, el 0.31% eran asiáticos, el 0% eran isleños del Pacífico, el 2.47% eran de otras razas y el 0.69% pertenecían a dos o más razas. Del total de la población el 6.1% eran hispanos o latinos de cualquier raza.